# Knut Ramén
Knut Ramén, född 13 maj 1880 i Villberga socken, död 21 maj 1973 i Hacksta församling, var den siste svenske indelte soldaten som fullföljde sin insats som soldat. Han tillhörde Helgesta rote i Hacksta socken som lydde under Enköpings kompani vid Upplands regemente.
Ramén var den siste levande soldaten från Indelningsverket. Han antogs 1899 och fullgjorde trots en synnerligen hög ålder fortfarande sina kontrakterade repetitionsövningar vid Upplands regemente (I 8), och från 1957 Upplands signalregemente (S 1), i Uppsala ända till år 1971.